# Nu poți scăpa de crimă
Nu poți scăpa de crimă  (în engleză You Can't Get Away with Murder) este un film dramatic polițist din 1939 regizat de Lewis Seiler, cu Humphrey Bogart și Gale Page în rolurile principale. În film apare trupa de actori de teatru Dead End Kid condusă de Billy Halop. Este un film din perioada lui Bogart când a jucat în filme de categoria B pentru Warner Bros., înainte de a se consacra ca actor de rol principal cu High Sierra doi ani mai târziu. Filmul este bazat pe piesa de teatru Chalked Out de Lewis E. Lawes.
În filmul Dungi invisibile din același an, la un moment dat, George Raft îi întâlnește pe Humphrey Bogart și Lee Patrick care părăsesc un cinematograf unde este promovat în mod vizibil filmul Nu poți scăpa de crimă.

## Prezentare
În Hell's Kitchen, Manhattan din New York, tânărul Johnny Stone, în ciuda sfaturilor surorii sale Madge, se întovărășește cu mafiotul Frank Wilson.
Mai întâi, Johnny și Frank fură o mașină și apoi jefuiesc o benzinărie. Mai târziu, Johnny ia o armă care aparține logodnicului lui Madge, polițistul Fred Burke, și i-o dă lui Frank pentru a o folosi în jaful unei case de amanet. Proprietarul se împotrivește și dă un semnal de alarmă; Frank îl ucide cu pistolul lui Fred și lasă pistolul acolo, așa că Johnny nu-l mai poate duce înapoi în camera lui Fred așa cum a intenționat. După ce au găsit arma la fața locului, autoritățile nu cred în alibiul lui Fred și este arestat și condamnat la moarte pentru crimă. Între timp, pe baza amprentelor, Frank și Johnny sunt arestați și condamnați pentru jaful benzinăriei. Toți cei trei bărbați sunt trimiși la Sing Sing.
Johnny nu este un criminal fără scrupule ca Frank și este torturat de gândul că Fred poate fi condamnat la moarte pentru o faptă pe care a comis-o el și Frank. Dar Frank îi reamintește în mod repetat lui Johnny că trebuie să continue „să facă pe prostul”, deoarece amândoi vor fi condamnați la moarte dacă unul dintre ei mărturisește. Autoritățile închisorii sunt suspicioase în privința comportamentului celor doi și îl transferă pe Johnny de la lucrul în fabrica de pantofi a închisorii alături de Frank la biblioteca închisorii condusă de un condamnat mai în vârstă cu maniere blânde, cunoscut sub numele de Tataie.
Johnny se așteaptă ca Fred să fie declarat nevinovat la apel, fără să știe că Frank a plantat și bijuteriile furate ca probă împotriva lui. Când recursul este respins, durerile de conștiință ale lui Johnny cresc. În acest moment, Madge este convinsă că Johnny îl cunoaște pe adevăratul ucigaș și îl roagă să vorbească, fără a bănui încă implicarea lui Johnny. Tataie face apel și la conștiința lui Johnny. Avocatul lui Fred, Carey, deduce în cele din urmă că Johnny a luat arma lui Fred și că a fost responsabil pentru prezența armei la locul crimei, dar fără dovezi, procurorul districtual nu va cere suspendarea execuției lui Fred. După toate acestea, Johnny continuă să „facă pe prostul”.
În ziua programată pentru execuția lui Fred, Frank și Johnny plănuiesc sa evadeze cu încă trei pușcăriași. În acest moment, Johnny este în sfârșit dispus să spună adevărul. El lasă o mărturisire scrisă că a furat arma și că Frank a tras cu ea, lăsând scrisoarea în celula lui Tataie pentru ca acesta să o găsească după evadare. Dar Frank îl vede când aruncă hârtia și o ia el. El decide să-l omoare pe Johnny după ce reușesc să evadeze din închisoare.
Dar evadarea din închisoare eșuează, iar Frank și Johnny ajung într-un vagon feroviar în curtea închisorii, fiind înconjurați de gardieni. Frank are o armă și începe să tragă în paznici, din ascunzătoare. Când gardieni deschid focul, Frank îl împușcă pe Johnny și pune pistolul lângă el, apoi se predă, susținând că nu la el a fost arma.
Deși a fost rănit de moarte de Frank, Johnny supraviețuiește suficient de mult pentru a spune adevărul, implicându-l pe Frank în ambele crime și, în cele din urmă, eliberându-l pe Fred.

## Distribuție
- Humphrey Bogart - Frank Wilson
- Gale Page - Madge Stone
- Billy Halop - Johnny Stone, fratele lui Madge
- John Litel - Avocat Carey
- Henry Travers - bătrânul Pop (Tataie) de la la biblioteca închisorii
- Harvey Stephens - Fred Burke
- Harold Huber - Tom Scappa
- Joe Sawyer - Red
- Joe Downing - Smitty
- George E. Stone - Toad
- Joe King - Gardianul șef (ca Joseph King)
- Joseph Crehan - Directorul închisorii
- John Ridgely - Lucrător la benzinărie
- Herbert Rawlinson - Procuror
- Emory Parnell - detectiv  (nemenționat) [3]
- Frankie Burke - jucător de biliard (nemenționat) [3]
- Eddie Anderson - Sam (nemenționat)
- Frank Faylen - Ghidul bărcii (nemenționat)

## Producție și primire
Filmul este bazat pe piesa de teatru Chalked Out de Lewis E. Lawes.

## Lansare DVD
Filmul a fost lansat pe DVD de către Warner Archive la 23 februarie 2012.